# Parmotrema insuetum
Parmotrema insuetum är en lavart som först beskrevs av Kurok., och fick sitt nu gällande namn av Hale. Parmotrema insuetum ingår i släktet Parmotrema och familjen Parmeliaceae.   Inga underarter finns listade i Catalogue of Life.